# Carlos Gustavo Monroy Arenas
Carlos Gustavo Monroy Arenas (Colombia Siglo XX- Medellín 25 de agosto de 1981) fue un policía colombiano, perteneciente al Departamento Administrativo de Seguridad (DAS), asesinado por el Cartel de Medellín.

## Biografía
Trabajaba como jefe del Departamento Administrativo de Seguridad (DAS) en Antioquia, alcanzando el rango de mayor. El 9 de junio de 1976 sería detenidos en Itagüí (Antioquia) Pablo Escobar, Gustavo de Jesús Gaviria Riveros, Marco Alonso Hurtado Jaramillo, Mario Henao Vallejo, Hernando de Jesús García Bolívar y James Maya Espinoza con 39 kilos de cocaína. Esta operación se realizó con policías encubiertos en un camión que llevaba la mercancía desde Pasto. Además informaría de las relaciones entre el ministro de trabajo del gobierno de Alfonso López Michelsen Óscar Montoya Montoya y la narcotraficante Griselda Blanco.

## Asesinato
Fue asesinado por orden de Pablo Escobar por haber sido el jefe del DAS que dirigió la operación de 1976 mediante la cual fue detenido. Le acribillaron sicarios en motocicleta.